# میان‌تنگ
میان‌تنگ، روستایی است از توابع بخش مرکزی شهرستان دالاهو استان کرمانشاه ایران.

## جمعیت
این روستا در دهستان حومه کرند قرار داشته و بر اساس سرشماری سال ۱۳۸۵ جمعیت آن (۱۳خانوار) ۶۰نفر بوده‌است.

## منبع
1. ↑  درگاه ملی آمار